# Mai Nakamura (pływaczka)
Mai Nakamura (jap. 中村 真衣 Nakamura Mai; ur. 16 lipca 1979) – japońska pływaczka. Dwukrotna medalistka olimpijska z Sydney.
Zawody w 2000 były jej drugimi igrzyskami olimpijskimi, debiutowała w 1996. Zajęła drugie miejsce na dystansie 100 metrów stylem grzbietowym i zdobyła brąz w sztafecie 4x100 metrów stylem zmiennym. Wspólnie z nią płynęły Masami Tanaka, Sumika Minamoto i Junko Onishi. Na mistrzostwach świata w 1998 indywidualnie zdobyła dwa medale w stylu grzbietowym i była trzecia w sztafecie w stylu zmiennym. Indywidualnie sięgnęła po trzy medale mistrzostw świata w pływaniu na krótkim basenie w 1999 oraz zwyciężyła w sztafecie w stylu zmiennym. Była trzykrotną medalistką dwóch edycji igrzysk azjatyckich (1994 i 1998).